# فیرورا
فیرورا (به اسپانیایی: Firura) یک کوه در پرو است که در منطقه ارکیپا واقع شده‌است. فیرورا ۵٬۴۹۸ متر بالاتر از سطح دریا واقع شده‌است.